# Chaltrait
Chaltrait je francouzská obec v departementu Marne v regionu Grand Est. Žije zde 60 obyvatel.

## Geografie

### Sousední obce
| Růžice kompasu |                | Moslins   |                  | Růžice kompasu |
| Růžice kompasu | Montmort-Lucy  | Sever     | Villers-aux-Bois | Růžice kompasu |
| Růžice kompasu | Montmort-Lucy  | Chaltrait | Villers-aux-Bois | Růžice kompasu |
| Růžice kompasu | Montmort-Lucy  | Jih       | Villers-aux-Bois | Růžice kompasu |
| Růžice kompasu | Blancs-Coteaux |           |                  | Růžice kompasu |